# Evangelische Kirche Altenburschla

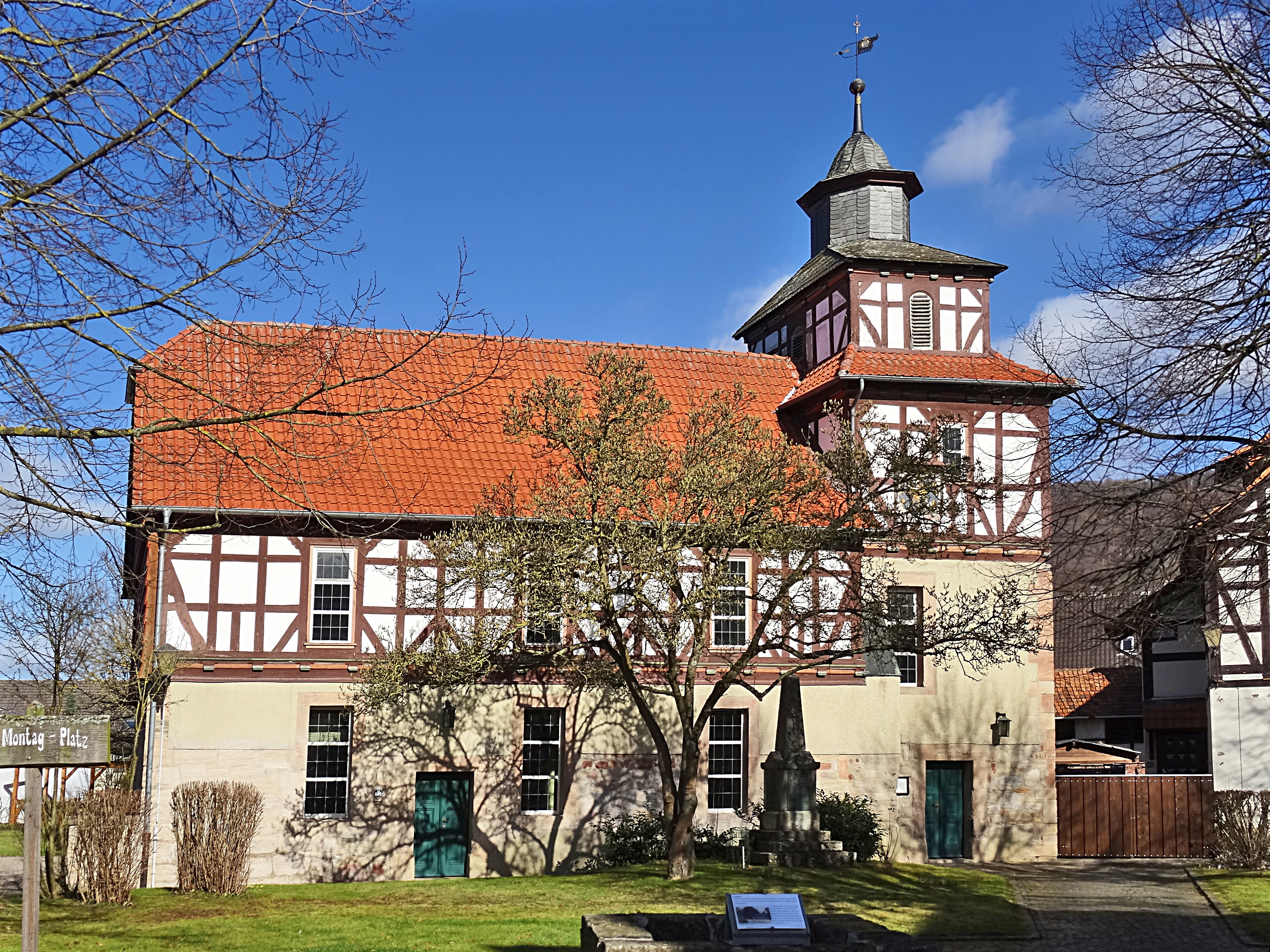
Evangelische Kirche Altenburschla

Die Evangelische Kirche Altenburschla, heute auch Johanneskirche, ist ein denkmalgeschütztes Kirchengebäude in Altenburschla, einem Stadtteil von Wanfried im Werra-Meißner-Kreis (Hessen). Die Kirchengemeinde gehört zum Kirchenkreis Werra-Meißner im Sprengel Kassel der Evangelischen Kirche von Kurhessen-Waldeck.

## Geschichte und Architektur

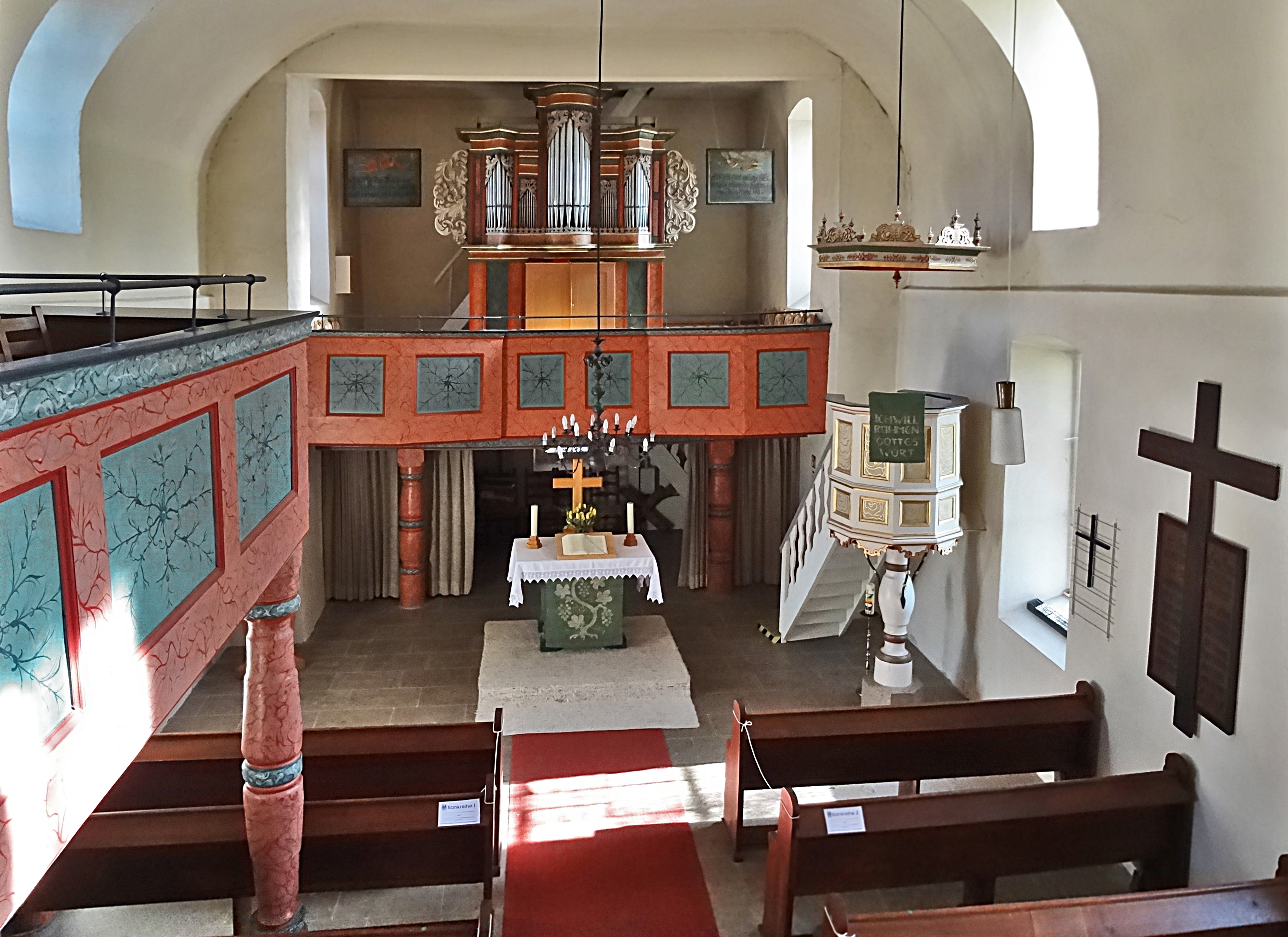
Innenansicht

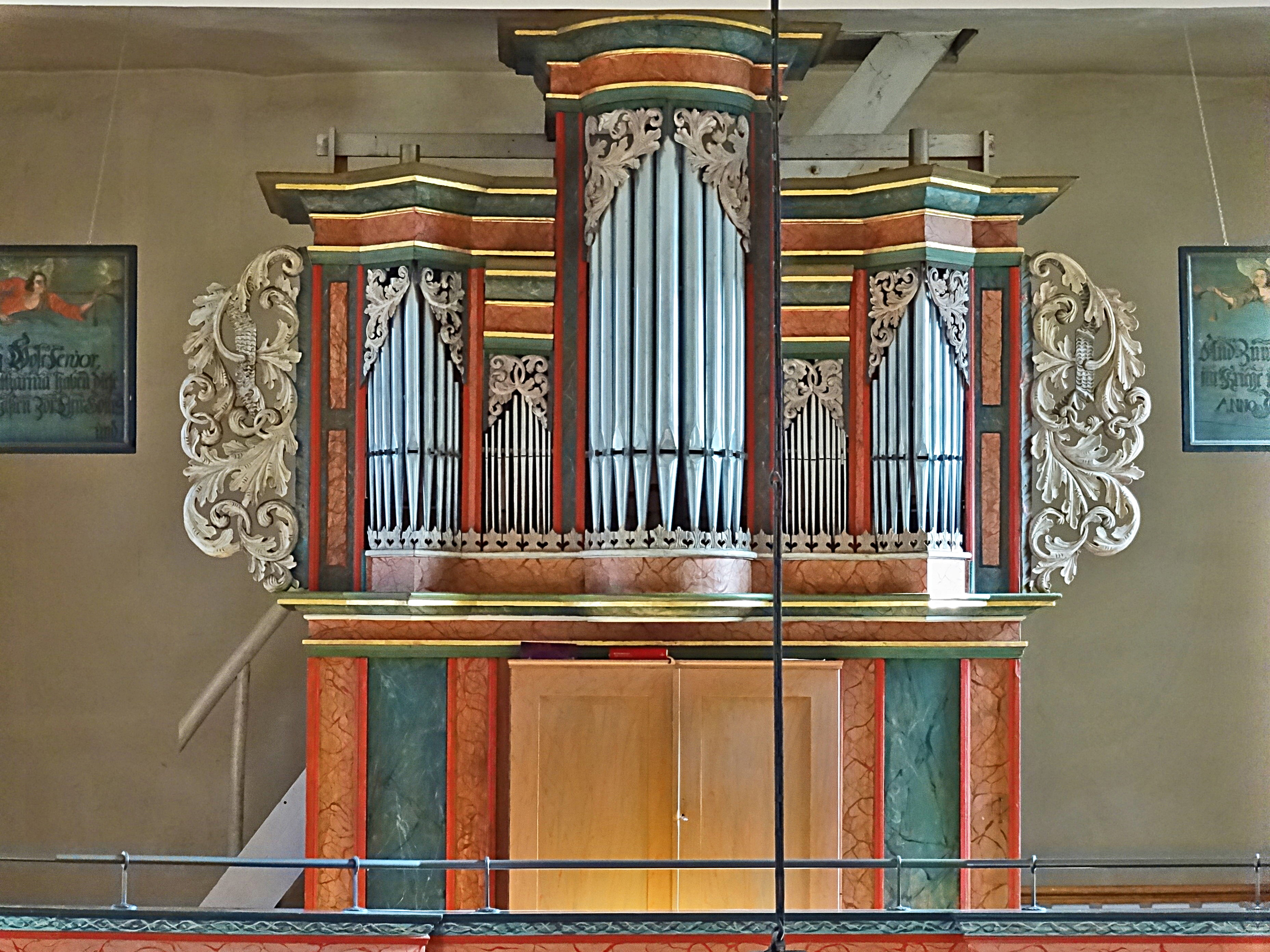
Die Orgel

Wann der Grundstein für die Kirche gelegt wurde, ist ungeklärt, aber ein fester Kirchenbau bestand bereits vor der Einführung der Reformation in der Landgrafschaft Hessen im Jahre 1526 und vielleicht bereits seit 1362. Die Meldung in den Fuldaer Jahresberichten von 1008 des Brands einer Jakobuskirche „Burschla“ mag sich bereits auf einen Vorgängerbau der Kirche von Altenburschla beziehen. Die Jahreszahl 1564 an einem Eckstein im Chorturm benennt das Jahr, in dem der Turm an das bereits bestehende Kirchenschiff angebaut wurde.
Der Unterbau der 19,70 m langen (inklusive Turm) und 8,70 m breiten (am Turm nur 7,30 m) Kirche ist aus Sandstein und vereinzelten Kalksteinen gemauert. Der Oberbau ist aus Fachwerk. Das Schiff ist 11,50 m hoch, der Turm erreicht 16,30 m. Das Mauerwerk ist ca. 90 cm dick, im Turm etwas dünner.
Die Kirche wurde 1637 im Dreißigjährigen Krieg schwer beschädigt, und erst in den Jahren 1752–1774 konnte sie ernsthaft renoviert werden; die in Stein gemeißelte Jahreszahl 1762 über den Toren stammt von der Renovierung des Baus. Dabei wurde der Oberbau in Fachwerk ausgeführt, und auch der Turm erhielt die beiden Fachwerkgeschosse. Das dritte, verschieferte Geschoss des Turms mit der Laternenhaube stammt aus dem Jahr 1825.
Die Orgel auf der Chorempore wurde 1763 von Johann Heinrich und Catharina Hose gestiftet und ist vermutlich das Werk des Orgelbauers Johann Wilhelm Schmerbach des Älteren aus Frieda bei Eschwege. Die Emporenbemalungen, die 1969 bei Renovierungsarbeiten entdeckt wurden, gelten als Rarität. Die Kirche hat drei Glocken. Das vor einigen Jahren instand gesetzte Uhrwerk ist noch im Original erhalten, wird aber durch elektronisches Aufziehen der Gewichte und durch eine Funkuhr zur Zeitkorrektur unterstützt.